# Jajak
Jajak (lat. Ichthyococcus ovatus) riba je iz porodice Phosichthyidae (Svjetlice). Ova mala riba naraste do 5,5 cm duljine i nije pretjerano poznat stanovnik našeg mora. Živi na otvorenom moru, na većim dubinama, i do 2500 metara, iako se pretežno nalazi na dubinama između 200 i 500 m. Ovalnog je tijela, smećkasto-žute boje, sa srebrenkastim bokovima. Korijeni peraja su tamni, skoro crni. Usta su mala s mikroskopskim zubima. Kao i velik broj stanovnika dubokog mora i jajak ima fotofore, koje se kod njega nalaze na donjem dijelu bokova. Hrani se zooplanktonom.

## Rasprostranjenost
Jajak živi diljem svijeta, prisutan je u svim oceanima, na području toplijeg mora, osim sjevernog Pacifika. Tako ga se može pronači na zemljiopisnim širinama između 46°N - 20°S. Osim oceana i njihovih rubnih mora, prisutan je i u Mediteranu.

## Vanjske poveznice
|  | Zajednički poslužitelj ima još gradiva o temi Jajak |
|  | Wikivrste imaju podatke o taksonu Jajak             |